# Alte Breslauer Burschenschaft der Raczeks zu Bonn

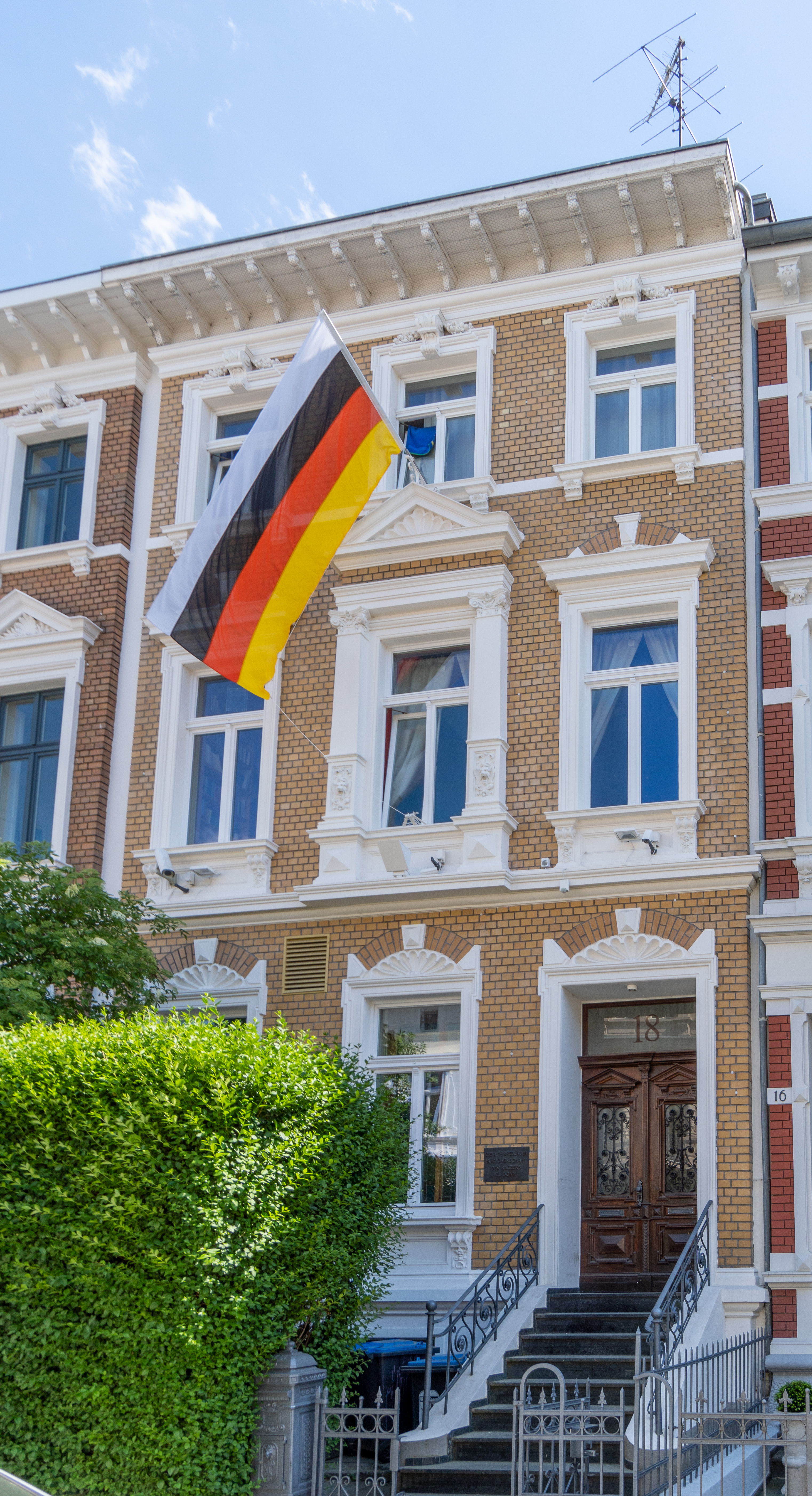
Verbindungshaus

Die Alte Breslauer Burschenschaft der Raczeks (kurz: Raczeks) ist eine 1817 als „Breslauer Burschenschaft“ gestiftete, pflichtschlagende, farbentragende Studentenverbindung im Korporationsverband der Deutschen Burschenschaft (DB), deren älteste aktive Verbindung sie heute ist. Sie ist eine akademische Korporation an der Rheinischen Friedrich-Wilhelms-Universität Bonn und gehört als Gründungsmitglied der Burschenschaftlichen Gemeinschaft (BG) an.
Sie ist ein Lebensbund und nach dem Conventsprinzip organisiert.
Insgesamt vier Breslauer Traditionsbünde machen die heutige Burschenschaft aus. Sie ist seit dem Zusammenschluss der ursprünglichen Breslauer Burschenschaften der Raczeks, Arminia, Germania und Cheruskia nach dem Zweiten Weltkrieg die alleinige Trägerin der Breslauer Tradition innerhalb der Deutschen Burschenschaft.
Die Burschenschaft veranstaltete laut dem Verfassungsschutz NRW im Jahr 2014 den „Zwischentag“, ein Vernetzungstreffen der Neuen Rechten, und pflegt Verbindungen in die rechtsextreme Szene.

## Couleur und Wahlspruch
Das Couleur der Raczeks besteht aus einem weiß-schwarz-rot-goldenen Band, einer schwarzen Schülermütze in Anlehnung an die Kopfcouleur der einstigen Breslauer Burschenschaft Arminia sowie einem Chargenwichs, der der Uniform des Lützowschen Freikorps nachempfunden ist. Neben der Mütze, dem Band und dem Zipfelbund in den Farben des Bandes gehören zum Chargenwichs der typische Waffenrock des Freikorps in schwarz mit goldenen Knöpfen und rotem Vorstoß, ein schwarzes Halstuch, weiße Handschuhe und Glockenprunkschläger aufgrund der ostelbischen Breslauer Herkunft des Bundes. Unterhalb des Waffenrocks werden zum Chargenwichs eine schwarze Anzughose und schwarze Anzugschuhe getragen. Barett, Cerevis, Pekesche oder Reiterstiefel sind im Couleur der Raczeks – im Gegensatz zu den meisten anderen Studentenverbindungen – nicht vorhanden.
Das ob seiner Vierfarbigkeit ungewöhnliche Band ist aus der Breslauer Geschichte des Bundes heraus zu klären. Die drei ältesten Traditionsbünde, die namensgebende Alte Breslauer Burschenschaft der Raczeks, die Breslauer Burschenschaft Arminia und die Breslauer Burschenschaft Germania trugen allesamt das typisch burschenschaftliche Schwarz-Rot-Gold. Der jüngste Bund, die Breslauer Burschenschaft Cheruskia, trug weiß-rot-schwarz. Um alle Farben der Traditionsbünde zu vereinen, wurde das vierfarbige Band 1950 bei der Wiederaufnahme des Aktivenbetriebs in Bonn eingeführt. Die vier Farben sind im Breslauer Stadtwappen enthalten. Außerdem stehen die äußeren Farben der Couleur, Weiß (heraldisch Silber) und Gold, für die schlesische Heimat des Bundes. Die zwei oberen Farben Weiß und Schwarz stellen in umgekehrter Leserichtung die Farben Preußens dar.
Die Alte Breslauer Burschenschaft der Raczeks führt den Wahlspruch „Gott – Ehre – Freiheit – Vaterland!“.

## Geschichte

### Breslau

#### Vormärz
Im Jahr 1811 wurde die Brandenburgische Universität Frankfurt nach Breslau verlegt, um durch Vereinigung mit der dortigen Jesuitenhochschule, der Leopoldina, eine vollwertige Universität in der neuen Provinz Schlesien zu schaffen.
Gleichzeitig wechselten zwei Landsmannschaften mit an die neue Hochschule: die Marchia und die Silesia. Aus ihnen entstand schon zwei Jahre nach der Gründung der Urburschenschaft in Jena, also 1817, die erste Breslauer Burschenschaft, welche sich anfänglich Teutonia, während der Demagogenverfolgung in den folgenden Jahren auch zeitweise Arminia nannte.
Der frühe Entstehungszeitpunkt war mit Folge der Bedeutung Breslaus als Ausgangspunkt der patriotischen Freiheitsbewegung: Bereits 1813 hatte der preußische König seinen berühmten Aufruf zur Bildung bewaffneter Einheiten verkündet, von denen später die Lützower Jäger am bekanntesten wurden. Der Zobtenberg bei Breslau, Sammlungsort der in den Kampf ziehenden Truppen, war seit damals bis zum Zweiten Weltkrieg regelmäßig Schauplatz großer Korporationsveranstaltungen.
Erst 1819 trat die Breslauer Burschenschaft unter ihrem Vorsteher Gustav Adolph Haacke (1800–1878) der ein Jahr zuvor gegründeten „Allgemeinen Deutschen Burschenschaft“ bei – innere Probleme waren, wie schon bei der Nichtteilnahme am Wartburgfest 1817, die Ursache. Noch im gleichen Jahr 1819 mussten wie überall in Deutschland auch in Breslau die Burschenschaften in den Untergrund gehen, Folge der „Karlsbader Beschlüsse“ des Staatskanzlers Metternich. Mehr als zwanzig Jahre lang spielte sich der Korporationsbetrieb im Verborgenen ab. Seit 1819 hatte die Breslauer Burschenschaft auch den Namen (alte) Arminia geführt. Infolge Verfolgungswelle nach dem Frankfurter Wachensturm (3. April 1833), an dem kein Breslauer Burschenschafter aktiv teilgenommen hatte, kam es zur Auflösung und zwischen 1834 und 1836 zur Verhaftung von mehr als 100 Arminen. Auch diese Zäsur konnte die burschenschaftliche Bewegung in Breslau allerdings nicht nachhaltig unterdrücken. In den 1830er Jahren trafen sich Breslauer Burschenschafter am häufigsten zu geheimen Besprechungen beim Gastwirt Raczek (polnische Diminutivform für „Krebs“) in der Klosterstraße. Den ursprünglichen Spottnamen der Landsmannschafter für die Burschenschafter „Ratscheker“, „Raczekianer“ oder „Raczeks“ hat die älteste Breslauer Burschenschaft schließlich 1872 als Alte Breslauer Burschenschaft der Raczeks dem ihrigen angefügt. Der Regierungsantritt Friedrich Wilhelms IV. am 7. Juni 1840 hellte das politische Klima im Königreich Preußen schlagartig auf und ermöglichte es den Raczeks, sich binnen kurzer Zeit zu reorganisieren. In den folgenden zwei Jahrzehnten traten sie vornehmlich wegen ihrer sozialistischen Ausrichtung öffentlich in Erscheinung. Während der gesamten 1840er Jahre unterhielten sie intensive Kontakte zu Vertretern der politischen Linken wie Hoffmann von Fallersleben und Arnold Ruge. Daneben spielten Breslauer Burschenschafter wie Johannes Ronge eine entscheidende Rolle beim Aufkommen des Deutschkatholizismus und der freireligiösen Bewegung.

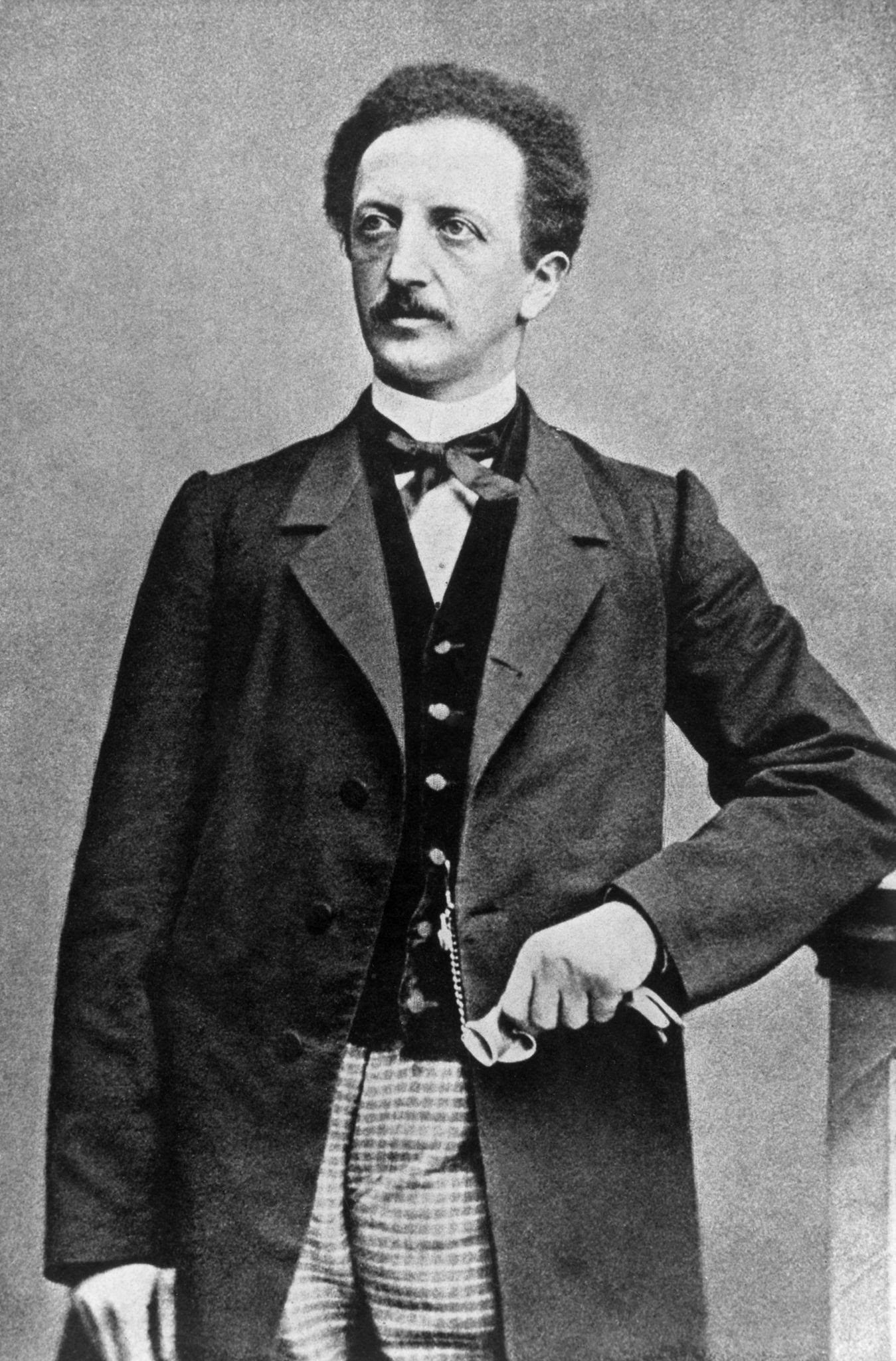
Das prominenteste Mitglied der Raczeks: Ferdinand Lassalle um 1860

Mit Unterbrechungen bestand während der gesamten 1840er Jahre auch eine Schülerburschenschaft Teutonia, aus deren Kreis eine Vielzahl der späteren politischen Aktivisten und Mitglieder der Breslauer Burschenschaften hervorging. Vor allem zwischen 1846 und 1848 setzte bei dieser eine Radikalisierung ein. Die Junghegelianer unter den Teutonen prangerten in ihrer Bierzeitung die politischen und gesellschaftlichen Verhältnisse an. Poesie wurde als hinderliche Schwärmerei abgelehnt, das Christentum als Irrlehre gebrandmarkt. Dies wirkte sich auch auf die Verhältnisse in den universitären Burschenschaften Breslaus aus.
Die schon in den zwanziger Jahren des 19. Jahrhunderts einsetzende Spaltung der burschenschaftlichen Bewegung in die „germanistische“, politisch bekennend und aktiv nach außen, und die „arministische“, nach innen gekehrte Richtung führte im Revolutionsjahr 1848 zur Entstehung der (neuen) Breslauer Burschenschaft Arminia – Dokumentation einer Zerrissenheit, die der Burschenschaft insgesamt den politischen Atem nahm.
Einem patriotisch motivierten Versuch, alle Breslauer Korporationen im Jahr 1859 zum 100. Geburtstag Friedrich Schillers zu vereinen, war kein Erfolg beschieden: Bald danach schon schieden die beiden Breslauer Burschenschaften wie auch andere Verbindungen wieder aus; der Rest bestand als freie Verbindung weiter, welche sich im Jahr 1860 schließlich zur Breslauer Burschenschaft Germania umwandelte.
Anlässlich des 50. Stiftungsfestes der Alten Breslauer Burschenschaft (spätere Raczeks) kam es 1867 zu einem Besuch der sieben Jahre zuvor gegründeten Akademischen Burschenschaft Carolina zu Prag. Durch einen spontanen Austausch der Bänder unter den Aktiven der beiden Bünde wurde ein knapp 140-jähriges Bruderverhältnis zu den Carolen geschaffen, welches bis in die Gegenwart hinein Bestand hat. Genauso wie die Raczeks für Breslau sind die Carolen die älteste noch bestehende Prager Studentenverbindung.

#### Kaiserreich

Die Breslauer Burschenschaften Arminia, Germania und Raczeks als Mitglieder der Deutschen Burschenschaft (1915)

Mit dem Entstehen des kleindeutschen Kaiserreichs wurden die Burschenschaften „sesshaft“. Bis 1930 hatten drei Breslauer Burschenschaften ihre eigenen Häuser, von denen heute keines mehr steht. So hatten die Raczeks ihr Verbindungshaus in der Herzogstraße 2, die Arminen ihres seit 1925 auf der Vorderbleiche 2. Für die vierte hatte wohl die Zeit bis zur Auflösung der Burschenschaften 1935 nicht mehr zum Hauserwerb gereicht. Diese Breslauer Burschenschaft Cheruskia war 1876 aus einer allgemeinen Korporation entstanden, nahm 1879 die Mitglieder der soeben aufgelösten Landsmannschaft Posnania auf und deren Farben weiß-rot-schwarz an. 1882 wurde sie als vierte Breslauer Burschenschaft in den Allgemeinen Deputierten-Convent aufgenommen. In der Folge länger suspendiert (1892–1896, 1900–1910), hatte sie sich 1910 mithilfe von Stützburschen an der Technischen Hochschule Breslau wiederbegründet und dem Rüdesheimer Verband deutscher Burschenschaften angeschlossen. Mit diesem trat sie 1919 der Deutschen Burschenschaft bei. Seit 1932 hatte die Cheruskia ihr Bundesheim in der Straße Am Weidendamm 1. 1933 schloss sie sich dem Rheinischen Ring, einem 1920 begründeten Kartell technischer Burschenschaften in der DB, an.

Die politische Grundhaltung der reichsdeutschen Burschenschaften im Kaiserreich war weder liberal noch völkisch, sondern apolitisch-national. Die überwiegende Mehrheit teilte diesen Grundkonsens, der sich seit 1864 herauskristallisiert hatte. Dieser integrative Nationalismus war sowohl nach links für das ältere liberale als auch nach rechts für das neuere völkische Gedankengut offen. Liberale wie völkische Tendenzen wurden zwar toleriert, konnten sich aber nicht durchsetzen. Dieser Umstand führte bei den deutschnational geprägten Burschenschaftern Österreichs für Irritationen. So musste der zuvor bei Teutonia Wien aktiv gewesene Albert Niedermeyer (Raczeks 1912) feststellen, dass bei den Breslauer Burschenschaften ein mehr liberaler Geist, teils mehr nationalliberal, teils sogar zum demokratischen Freisinn neigend, herrschte:

“Von den Alten Herren waren bis in die letzte Zeit hinein viele Freimaurer; demokratische Abgeordnete waren in der reichsdeutschen Burschenschaft keine Seltenheit. Auch getaufte Juden waren unter den Alten Herren noch zu finden, unter den Aktiven und Inaktiven allerdings nicht mehr – wenigstens bei den Raczeks, vereinzelt noch unter den Mitgliedern befreundeter Burschenschaften, die bei uns verkehrten. [...] Unter den Alten Herren lernte ich zu meinem Erstaunen praktizierende Katholiken kennen. Der Breslauer Burschenschaft Germania gehörte damals sogar ein Domvikar als eifriger und beliebter Alter Herr an. Selbst Mitglieder der Zentrumspartei gab es unter den Alten Herren – für die Begriffe eines österreichischen Burschenschafters fast unfaßbar!”

#### Weimarer Republik
Mit anderen gleichgesinnten Burschenschaften gründeten die Raczeks am 10. Januar 1920 die Rote Richtung, ein Kartell innerhalb der Deutschen Burschenschaft. Nach den großen Opfern des Ersten Weltkrieges erfuhren die Burschenschaften in den 1920er Jahren einen starken Aufschwung, obwohl (oder weil) besonders die Breslauer noch jahrelang bei der Verteidigung Schlesiens gegen polnische Insurgenten mitkämpften. Die 1920er Jahre waren aber ebenso bereits gekennzeichnet durch die politische Polarisierung in Deutschland, die sich, Aktivitas hier, Alte Herren dort, bis in die Burschenschaften fortsetzte. Mit ihrem seit jeher betont nationalen Charakter waren sie für Parolen der extremen Rechten anfällig und wurden zunehmend in das tagespolitische Geschehen verwickelt.

#### Nationalsozialismus
Die nach 1933 unaufhaltsame Durchdringung des burschenschaftlichen Lebens durch den Totalitarismus führte schließlich 1935 mit der Auflösung der Deutschen Burschenschaft auch zum Ende ihrer Breslauer Mitglieder.
Die ehemaligen Burschenschaften gründeten fast überall neue „Kameradschaften“ unter dem Dach des Nationalsozialistischen Deutschen Studentenbundes (NSDStB), die als Grundprinzip die Förderung der Gemeinschaft der Mitglieder hatte und die alten Traditionen weiter pflegten. Die Altherrenschaft der Burschenschaft der Raczeks betreute die Kameradschaft Annaberg, die der Burschenschaften Arminia und Germania gemeinsam die Kameradschaft Wahlstatt, die während des Krieges auch heimliche Mensuren schlug, während die Altherrenschaft der Burschenschaft Cheruskia die Kameradschaft Hohenfriedberg betreute.

### Bonn
Nach dem Zweiten Weltkrieg fand der Zusammenschluss der alten Breslauer Burschenschaften 1950 in Westdeutschland statt. Als Sitz wählte man sich die neue Bundeshauptstadt Bonn, zum einen, weil die hiesige Rheinische und die einstige Schlesische Friedrich-Wilhelms-Universität in Breslau von der Entstehungsgeschichte und der Konzeption als Schwesteranstalten betrachtet werden konnten und außerdem der Nähe zur Breslauer Patenstadt Köln wegen, wo sich bereits andere Breslauer Korporationen zusammengefunden hatten.
Der neue Zusammenschluss der Alten Herren der Breslauer Cherusker, Germanen und Raczeks, der Bund Alter Breslauer Burschenschafter (BABB e. V.), machte, zunächst gemeinsam mit der Burschenschaft Marchia Bonn, wieder eine Aktivitas auf, die sich vereinbarungsgemäß nach einem Jahr verselbständigte und zunächst den Namen Alte Breslauer Burschenschaft zu Bonn führte, um sich nicht auf einen Breslauer Traditionsnamen festlegen zu müssen.
Sie gehört seit 1951, als einzige einstimmig aufgenommen, der Deutschen Burschenschaft wieder als Gründungsburschenschaft an. Der Altherrenverband der Arminia war, aus Hamburg übersiedelt, erst 1954 im BABB aufgegangen, womit die Vereinigung aller ehemaligen Breslauer DB-Burschenschaften abgeschlossen war.
Ebenfalls 1954 erwarb man auch das bis heute bewohnte Haus der damaligen Schiller-, heute Johannes-Henry-Straße, das dann bis Ende der 1960er Jahre einen florierenden Bundesbetrieb erlebte, belebt nicht zuletzt durch die Aufnahme von sieben Aktiven der ehemaligen Wilhelmshavener Burschenschaft Frisia.
Anfang der 1960er Jahre engagierten sich Mitglieder der Raczeks aktiv im Südtirolkampf. Laut Günther Schweinberger, Mitglied der Burschenschaft Olympia Wien, hätten auch Burschenschafter der Raczeks einen Beitrag „im Untergrundkampf gegen die italienischen Besatzer“ Südtirols geleistet. Einige Mitglieder der Raczeks seien inhaftiert und verurteilt worden. Tatsächlich wurde Heinrich Bünger, Mitglied der Raczeks in Österreich 7 Monate inhaftiert und in Italien in Abwesenheit zu über 20 Jahren Haft verurteilt.
Zum 150-jährigen Bestehen 1967 änderte der Bund seinen Namen in den seines ältesten Breslauer Vorgängers, welchen er auch heute noch führt. Im Gegenzug tauschte man die bis dato getragene (raczek-)rote Mütze in eine schwarze um, die der Breslauer Arminenmütze nachempfunden wurde.
Die Alte Breslauer Burschenschaft der Raczeks sieht heute noch stärker als in den vergangenen Jahren, nicht zuletzt durch den unaufhaltsamen Verlust ihrer noch in Schlesien geborenen älteren Mitglieder, ihre Aufgabe nicht nur im aktiven Bekenntnis zu den Zielen der Urburschenschaft von 1815, verkörpert durch den Wahlspruch „Gott-Ehre-Freiheit-Vaterland“, sondern auch in der Wahrung des Andenkens an die ehemaligen deutschen Ostgebiete.
In den Geschäftsjahren 2006/2007 und 2010/2011 stellte die Alte Breslauer Burschenschaft der Raczeks den Vorsitz der Burschenschaftlichen Gemeinschaft.
Heutzutage verlangt sie von ihren Mitgliedern das Schlagen von drei Mensuren.

## Verhältnisse zu anderen Verbindungen
Die Alte Breslauer Burschenschaft der Raczeks gehört der Burschenschaftlichen Gemeinschaft innerhalb der DB an. Sie gründete am 24. November 1961 mit der Wiener akademischen Burschenschaft Teutonia, Burschenschaft Danubia München und der Burschenschaft Teutonia Königsberg und Germania Greifswald vereinigt zu Marburg das Ostdeutsche Kartell. Letztere Burschenschaft gehört dem bis heute bestehenden ODK heute nicht mehr an.
Zwischen 1920 und 1930 gehörte die Alte Breslauer Burschenschaft der Raczeks der Roten Richtung an. Die Raczeks definieren sich selbst als eine rote Burschenschaft, was für ein Prinzip der Bodenständigkeit steht.

## Kontroversen und politische Aktivitäten

### 2011 – Geplanter Antrag
Mitte Juni 2011 wurde bekannt, dass die Burschenschaft der Raczeks zum Burschentag der Deutschen Burschenschaft einen Antrag auf Ausschluss der dort ebenfalls organisierten Burschenschaft Hansea zu Mannheim vorbringen wollte. Diese Verbindung hatte zuvor einen Studenten in die Aktivitas aufgenommen, der zwar in Deutschland geboren und aufgewachsen ist, jedoch chinesische Eltern hat. In ihrer Begründung zu diesem Antrag hieß es von den Raczeks: Es sei „besonders in Zeiten fortschreitender Überfremdung nicht hinnehmbar, dass Menschen, welche nicht vom deutschen Stamm sind, in die Deutsche Burschenschaft aufgenommen werden“. In einem weiteren Antrag zur Auslegung der Verfassung der Deutschen Burschenschaft forderte sie den Rückgriff auf die deutsche Abstammung als Voraussetzung für eine Aufnahme in eine Burschenschaft. Im darauf folgenden Medienecho wurde der Burschenschaft der Raczeks die Nähe zu rassistischen Ideologien aus dem Dritten Reich vorgeworfen. Sie zog die Anträge noch vor dem Burschentag zurück.

### 2011 – Verunglimpfender Leserbrief
In einem in der Mitgliederzeitung der Burschenschaft 2011 abgedruckten Leserbrief bezeichnete der Raczek Norbert Weidner den Widerstandskämpfer Dietrich Bonhoeffer als „Landesverräter“ und seine Verurteilung zum Tode durch ein SS-Standgericht als „rein juristisch für gerechtfertigt“. Der Leserbrief war eine Antwort auf den Brief eines anderen Raczeks, der Bonhoeffer als „Vorbild für heutige Burschenschafter“ bezeichnet hatte. Die Staatsanwaltschaft Bonn hat ein Ermittlungsverfahren wegen des Verdachts auf Verunglimpfung des Andenkens Verstorbener eingeleitet, und der FDP-Kreisverband Bonn entschied, ein Parteiausschlussverfahren zu initiieren. In einer weiteren Reaktion unterzeichneten mehrere hundert – teilweise angesehene Burschenschafter – einen Protestbrief, in dem sie Weidners Äußerung verurteilten und seinen Rücktritt als Schriftleiter der Burschenschaftlichen Blätter forderten. Das Mitglied Christian Joachim Becker, der die Initiative „Burschenschafter gegen Neonazis“ gegründet hatte, wurde im September 2012 ausgeschlossen.

### 2014 – Zwischentag
Im September 2014 fand der „Zwischentag“ auf dem Korporationshaus der Raczeks statt. Bei dieser seit 2012 jährlich stattfindenden Messe, die vom Verfassungsschutz als rechtsextremistisch eingestuft wird, treffen sich führende Köpfe der Neuen Rechten. Die Messen dienen der „Verständigung und Vernetzung eines politischen Spektrums, das sich selbst offen als 'rechts' bezeichnet“. Gemäß dem Bericht des Verfassungsschutz' Nordrhein-Westfalen aus dem Jahr 2016 war etwa die Identitäre Bewegung Österreich auf dem Zwischentag 2014 vertreten.
Unter den Teilnehmern waren auch „Führungspersonen der damaligen rechtsextremistischen Parteien 'NPD' und 'Pro NRW'“. Spätestens seitdem dürften die Raczeks „ganz konkret im Visier des Inlands-Nachrichtendienstes sein.“

### 2024 – Vorträge und ARD-Recherche
Im März 2024 luden „die Raczeks zu einer Lesung des Szene-Anwalts Björn Clemens“ im Verbindungshaus ein, anlässlich der sich rund 130 Demonstranten vor dem Haus der Burschenschaft versammelten.
Gemäß Recherchen der ARD weisen drei AfD-Politiker und vier Mitarbeiter der Partei enge Verbindungen zur Burschenschaft auf, darunter Alexander Jungbluth, der selbst Alter Herr der Raczeks ist. Anlässlich des Vortrags im März 2024 versuchten zwei vermummte Bodyguards von Björn Clemens die ARD-Reporter auf dem Haus der Raczeks einzuschüchtern.
2024 wurde bekannt, dass die Burschenschaft Kontakte zur rechtsextremen und 2024 Revolte Rheinland, einer Abblegerorganisation der Identitären Bewegung, unterhalten haben soll.
Im Dezember 2024 lud die Burschenschaft mit dem völkisch-nationalistischen AfD-Bundestagsabgeordneten Maximilian Krah zu einem Vortrag über „soziale Medien im Wahlkampf und Europapolitik“ ein. Rund 300 Demonstranten fanden sich vor dem Haus ein, um gegen die rechte Burschenschaft der Raczeks unter dem Motto „Keine Räume für rechte Propaganda“ zu protestieren.

## Bekannte Mitglieder

### Alte Breslauer Burschenschaft der Raczeks (1817–1935)
- Wilhelm Alter (1843–1918), Psychiater
- Karl Altmann (1880–1968), Mediziner und Hochschullehrer
- William Anders (1820–1873), Jurist und Politiker, Bürgermeister von Houston
- Alwin Aschenborn (1816–1865), Jurist und Landrat, sowie auch Forschungsreisender und Pflanzensammler in Mexiko
- Reinhard Karl Julius Badenhoop (1903–1973), Bürgermeister von Gleiwitz, Vorstand der Kommunalen Gemeinschaftsstelle für Verwaltungsmanagement (NSDAP)
- Robert Beisert (1833–1893), Jurist und Mitglied des deutschen Reichstags
- Julius Bernstein (1839–1917), Physiologe
- Herbert Billib (1904–2001), Wasserbau-Ingenieur und Hochschullehrer für Wasserwirtschaft
- Georg Buschan (1863–1942), Raczeks, Eugeniker („Primitive Zeichnungen von Kindern und Wilden“[40], „Die Bulgaren“[41])
- Adalbert Enders (1856–1925), Politiker (FVp, FVP, DDP)
- Hermann Engler (1821–1896), Landrat, Mitglied des Preußischen Provinziallandtages und des Preußischen Abgeordnetenhauses
- Ludwig Feyerabend (1855–1927), Prähistoriker, Direktor des Kaiser-Friedrich-Museums Görlitz
- Ferdinand Friedensburg (1824–1891), Oberbürgermeister von Breslau
- Ferdinand Friedensburg (1858–1930), Jurist und Numismatiker
- Max Friedländer (1829–1872), Journalist
- Max Friedlaender (1853–1915), Richter und Redakteur beim Kladderadatsch
- Heinrich Göppert (1800–1884), Botaniker und Paläontologe
- Rudolf Gottschall (1823–1909), Schriftsteller
- Adolf Gottstein (1857–1941), Hygieniker
- Bernhard Gringmuth (1823–1884), evangelischer Theologe und Politiker, Mitglied des Preußischen Abgeordnetenhauses
- Otto Grotefend (1873–1945), Historiker und Archivar
- Ulrich Grotefend (1907–1945), Historiker und Archivar
- Robert Härtel (1831–1894), Bildhauer, (Ehrenmitglied)
- Johannes Hellmann (1840–1924), Jurist, Verwaltungsbeamter und Vorsitzender des Provinzial-Verbandes der Feuerwehren Schlesiens
- Karl von Holtei (1798–1880), Schriftsteller, Schauspieler, Rezitator, Theaterregisseur und Theaterleiter
- Heinrich Joseph Horwitz (1824–1899), Jurist, Politiker, Mitglied des Deutschen Reichstags
- Hermann Irgahn (1820–1906), Mitglied des Preußischen Abgeordnetenhauses, Oberstaatsanwalt und Ehrenbürger von Hamm
- Fritz Juntke (1886–1984), Universitätsbibliothekar
- Friedrich Julius Kieschke (1819–1895), Oberbürgermeister von Königsberg, Mitglied des Preußischen Abgeordnetenhauses
- Carl Koch (1826–1862), Jurist, Politiker, Abgeordneter des Preußischen Abgeordnetenhauses
- Max Kolbe (1859–1925), Lehrer und Reichstagsabgeordneter
- Udo Krüger (1900–1951), Jurist, Landrat des Kreises Bergheim (Erft)
- Heinz Krug („Raketen-Krug“; * um 1912; verschollen 1962), Jurist und Händler von Raketentechnik
- Paul von Kulmiz (1836–1895), Großindustrieller, Politiker, Mitglied des Deutschen Reichstags
- Ferdinand Lassalle (1825–1864), Gründungsvater der deutschen Sozialdemokratie
- Ludwig Lichtheim (1845–1928), Internist und Neurologe
- Hans Wolfgang Limpricht (1879–nach 1944), Botaniker, Lehrer und Forschungsreisender
- Rudolf Löwenstein (1819–1891), Schriftsteller
- Otto Lüning (1818–1868), Journalist, Politiker und Arzt
- Emanuel Mendel (1839–1907), Neurologe und Psychiater sowie Politiker
- Wilhelm Meydam (1821–1907), Bürgermeister von Landsberg an der Warthe und Abgeordneter des Provinziallandtages
- Heinrich von Mühler (1813–1874), preußischer Staatsmann
- Franz Adolf Namszanowski (1820–1900), Armeebischof in Preußen
- Theodor Oelsner (1822–1875), Redakteur und Schriftsteller
- Hans Georg Pohl (1852–1928), Jurist und Mitglied des Deutschen Reichstags
- Theodor Qual (1818–1892), Jurist und Politiker (DFP)
- Felix Rachfahl (1867–1925), Historiker
- Eduard Rahn (1827–1863), Jurist und Politiker, Abgeordneter im Preußischen Abgeordnetenhaus
- Friedrich Rieger (1811–1885), Sänger und Theaterdirektor
- Robert Rößler (1838–1883), schlesischer Dialektdichter
- Johannes Ronge (1813–1887), katholischer Priester, der wesentlich zur Gründung des Bundes Freireligiöser Gemeinden beitrug
- Otto Rossbach (1858–1931), klassischer Philologe und Archäologe
- Franz Schmidt (1818–1853), katholischer Prediger und Mitglied der Frankfurter Nationalversammlung
- Philipp Schmieder (1830–1914), Jurist und Mitglied des Deutschen Reichstags
- Theodor Schube (1860–1934), Naturforscher, Botaniker und Gymnasialprofessor
- August Semrau (1816–1893), Journalist und Revolutionär
- Hugo Seydel (1840–1932), preußischer Politiker
- Oscar Ferdinand Siegfried (1825–1902), Gutsbesitzer und Politiker. Abgeordneter des Preußischen Abgeordnetenhauses
- August Heinrich Simon (1805–1860), Politiker
- Julius Stein (1813–1889), linksliberaler und demokratischer Journalist und Politiker
- Moritz Graf von Strachwitz (1822–1847), Balladendichter
- Rudolf Thiele (1876–nach 1943), Jurist, Landrat des Kreises Ohlau
- Anton Viertel (1841–1912), klassischer Philologe
- Gerhard Werner (1912–1988), Jurist und Politiker, Landrat, Bürgermeister und Stadtdirektor in Hannoversch Münden
- Robert Weigelt (1815–1879), Fotograf und Autographensammler
- Karl Weinhold (1823–1901), Mediävist
- Otto Willmann (1839–1920), katholischer Philosoph und Pädagoge
- Wilhelm Wolff (1809–1864), Publizist, Weggefährte von Karl Marx, dem der erste Band des Kapitals gewidmet ist
- Oswald Zimmermann (1859–1910), Journalist und Politiker (DSRP), Mitglied des Reichstags

### Breslauer Burschenschaft Arminia (1848–1935)
- Bruno Ablaß (1866–1942), Politiker (FVP, DDP)
- Hugo Alexander-Katz (1846–1928), Jurist und Schriftsteller
- Gustav von Amstetter (1800–1875), Jurist und Mitglied der Frankfurter Nationalversammlung von 1848
- Richard Assmann (1845–1918), Meteorologe
- Heinrich Bäthig (1809–1871), Prediger, Fotograf und Arzt
- Carl Friedrich Eduard Bartsch (1802–1882), Ehrenbürger von Breslau, Landtagsabgeordneter
- Ottomar Behnsch (1813–1869), Theologe, Mitglied der Preußischen Nationalversammlung und des Preußischen Abgeordnetenhauses
- Georg Bessau (1884–1944), Ärztefunktionär (NSDAP[42]), Experimente an geistig- und körperlich behinderten Kindern[43]
- Felix Friedrich Bruck (1843–1911), Rechtswissenschaftler und Hochschullehrer
- Max Dolezych (1877–1954), Jurist und Politiker (DNVP)
- Rudolf Eckert (1859–1913), Journalist, Historiker und Dichter
- Walter Erbe (1890–1963), Landrat im Kreis Norderdithmarschen und Bezirksbürgermeister von Berlin-Mitte (NSDAP)
- Hans Carl Federath (1848–1914), Preußischer Landrat und Besitzer mehrerer Eisenhütten
- Heinrich Förster (1799–1881), Geistlicher, Bischof von Breslau
- Carl Fuchs (1801–1855), Jurist und Mitglied der Frankfurter Nationalversammlung von 1848
- Heinrich Ludwig Robert Giseke (1827–1890), Journalist und Schriftsteller
- Herbert Glaeser (1899–1958), Abgeordneter des Niedersächsischen Landtages
- Gustav Glubrecht (1809–1891), Oberbürgermeister und Ehrenbürger von Schweidnitz
- Karl Heinrich Hermes (1800–1856), Journalist und Publizist
- Hermann Hoogeweg (1857–1930), Archivar und Historiker
- Karl Franz Jaeckel (1844–1898), Politiker, Mitglied des Preußischen Abgeordnetenhauses, Landeshauptmann der Provinz Westpreußen
- Max Kalbeck (1850–1921), Musikschriftsteller
- Augustin Keller (1805–1883), Schweizer Politiker
- Paul Kleinert (1839–1920), evangelischer Theologe
- Georg Heinrich Kruhl (1798–1870), Lehrer, Mitglied der Preußischen Nationalversammlung und des Erfurter Unionsparlaments
- Otto Kübler (1827–1912), Pädagoge, Gymnasiumsdirektor
- Joseph Kutzen (1800–1877), Historiker, Geograph, Philologe, Pädagoge, Politiker und Mitglied der Frankfurter Nationalversammlung von 1848
- Paul Laband (1838–1918), Staatsrechtslehrer, Mitglied des Staatsrats für Elsaß-Lothringen
- Kurd Laßwitz (1848–1910), Schriftsteller und Wissenschaftler
- Heinrich Laube (1806–1884), Schriftsteller, Dramatiker und Theaterleiter und Mitglied der Frankfurter Nationalversammlung von 1848
- Bruno Liebich (1862–1939), Indologe und Hochschullehrer
- Felix Lindner (1849–1917), Anglist
- Franz Mader (1912–1988), Jurist, SA-Mitglied, und Politiker (NSDAP, FDP, CDU), Träger des Ritterkreuzes des Eisernen Kreuzes
- Oskar Maretzky (1881–1945), Oberbürgermeister von Berlin (NSDAP)
- Ludwig Matthäi (1813–1897), Bürgermeister von Lauban, Revolutionär, Mitglied der Preußischen Zweiten Kammer, Abgeordnetenstellvertreter der Preußischen Nationalversammlung
- Karl Robert Pabst (1809–1873), Philologe
- Karl Friedrich Passow (1798–1860), Philologe und Lehrer
- Martin Peltasohn (1849–1912), Politiker, Mitglied des Preußischen Abgeordnetenhauses
- Gustav Pinzger (1800–1838), Klassischer Philologe und Gymnasialdirektor
- Robert von Reder (um 1800–1869), Jurist und Politiker, Landrat des Kreises Sprottau und Abgeordneter im Preußischen Abgeordnetenhaus
- Eduard von Reichenbach (1812–1869), preußischer Gutsbesitzer und Politiker
- Hans Rukop (1883–1958), Hochfrequenztechniker
- Gustav von Schaubert (1801–1876), Jurist und Politiker, Landrat des Landkreises Neumarkt
- Fritz Schneider (1838–1921), Schriftsteller und Politiker (DFP, FVp)
- Eduard Schnitzer (1840–1892), Arzt und Afrikaforscher in den Diensten des osmanischen Sultans
- Gerhard Schorsch (1900–1992), Arzt, Medizinprofessor, Eugeniker (Aktion T4)
- Eugen Seidelmann (1806–1864), Kapellmeister und Komponist
- Karl Adolf Suckow (1802–1847), Theologe und Schriftsteller
- Eduard Teuchert (1805–1883), Erster Bürgermeister in Gleiwitz, Mitglied des Preußischen Abgeordnetenhauses
- Heinrich August Ferdinand Thilo (1807–1882), Jurist und Politiker, Abgeordneter der Preußischen Verfassungsgebenden Versammlung
- Karl Türk (1800–1887), Rechtsgeschichtler und Politiker
- Heinemann Vogelstein (1841–1911), liberaler Rabbiner
- Emil August von Wiese und Kaiserswaldau (1807–1881), Bürgermeister von Sprottau, Abgeordneter im Preußischen Landtag
- Carl Gustav Wocke (1808–1879), Landrat der Kreise Adelnau und Posen

### Breslauer Burschenschaft Germania (1860–1935)
- Bruno Ehrlich (1868–1945), Archäologie, Frühhistoriker und Museumsleiter in Elbing
- Gotthard Fliegel (1873–1947), Geologe
- Georg Garbotz (1891–1976), Wirtschaftswissenschaftler, „Nestor des Baubetriebs“ und Leiter des Lehrstuhls für Baumaschinen und Baubetrieb an der RWTH Aachen
- Paul Intrup (1916–1981), Jurist, Oberstadtdirektor von Salzgitter
- Emil Jacobsen (1836–1911), Chemiker und Schriftsteller
- Martin Kirschner (1842–1912), Oberbürgermeister und Ehrenbürger von Berlin
- Herbert Leinkauf (1903–1960), Landrat des Landkreises Celle (NSDAP)
- August Schneider (1851–1929), Bürgermeister der Stadt Kattowitz
- Anton Schrammen (1869–1953), Zahnarzt und Paläontologe
- Max Westram (1856–1922), Bürgermeister von Ratibor
- Georg Winter (1856–1912), Archivar und Historiker

### Breslauer Burschenschaft Cheruskia (1876–1935)
- Otto Heuer (1877–1960), Chemiker, Unternehmer und Industrieller
- Hans Kuhlendahl (1910–1992), Neurochirurg und Hochschullehrer
- Hans Neese (1891–1961), Ingenieur und Professor für Schweißtechnik

### Alte Breslauer Burschenschaft der Raczeks zu Bonn (seit 1950)
- Dieter Bischoff (* 1946), Jurist, Strafverteidiger, Unternehmer in der Mineralölbranche, Politiker (CDU)
- Hans Werner Bracht (1927–2005), Jurist, Rechtsanwalt, Professor für öffentliches Recht und Wirtschaftsrecht
- Klaus Eberhardt (* 1956) (1995 ausgetreten), Diplom-Ingenieur, Stadtplaner, Oberbürgermeister von Rheinfelden (SPD)
- Ferdinand Friedensburg (1917–2009), Wirtschaftsjurist und Diplomat, (Ehrenmitglied)
- Rainer Groß (* 1960), Rechtsanwalt und Politiker (AfD) (noch als Fuchs ausgeschieden)
- Kevin Gareth Hauer (* 1978), Erziehungswissenschaftler, Politiker (REP, pro NRW), Stadtrat in Gelsenkirchen[44][45]
- Alexander Jungbluth (* 1987), Volkswirt und Politiker (AfD), Mitglied des Europäischen Parlaments
- Joachim Paul (* 1970), Lehrer, Politiker (AfD), Abgeordneter im Landtag Rheinland-Pfalz
- Thore Stein (* 1988), Agrarwissenschaftler, Politiker (AfD), Abgeordneter im Landtag Mecklenburg-Vorpommern[44]
- Norbert Weidner (* 1972), Diplom-Wirtschaftsjurist (FH), Politiker (FAP, FDP), Schriftleiter der Burschenschaftlichen Blätter

Mitgliederverzeichnis:
- Willy Nolte (Hrsg.): Burschenschafter-Stammrolle. Verzeichnis der Mitglieder der Deutschen Burschenschaft nach dem Stande vom Sommer-Semester 1934. Berlin 1934. S. 1018.